# Phlegmariurus badinianus
Phlegmariurus badinianus är en lummerväxtart som först beskrevs av B. Øllg. och Wind., och fick sitt nu gällande namn av B. Øllg. Phlegmariurus badinianus ingår i släktet Phlegmariurus och familjen lummerväxter. Inga underarter finns listade i Catalogue of Life.